# Kirkwood (Missouri)
Pour les articles homonymes, voir Kirkwood.
Kirkwood est une ville du Missouri, dans le comté de Saint Louis.

## Personnalités liées à la ville
- David Sanborn, saxophoniste